# Tony Dunne
Anthony Peter Dunne (Dublin, 1941. július 24. – 2020. június 8.) BEK-győztes, kétszeres angol bajnok ír válogatott labdarúgó. 1969-ben az év labdarúgója volt hazájában.

## Pályafutása

### Klubcsapatokban
Dunne 1941. július 24-én született Dublinban. Pályafutását a helyi Stella Maris csapatában kezdte, majd 1958-ban a Shelbourne-höz igazolt, ahol két évet töltött el. Az 1959-1960-as szezonban a klub ifjúsági csapatával megnyerték a korosztályos országos kupa döntőjét, ahol a Cork Hibernianst győzték le 2–0-ra.
1960. május 1-jén 5000 font ellenében írt alá a Manchester Unitedhez. 1960. október 15-én mutatkozott be tétmérkőzésen a klub színeiben egy Burnley elleni bajnokin. 1963-ban FA-kupát, és 1965-ben és 1967-ben bajnoki címet, 1968-ban pedig Bajnokcsapatok Európa-kupáját nyert a manchesteri csapattal, amelynek mezében 530 tétmérkőzésen lépett pályára, amivel a klub vonatkozó örökranglistáján Ryan Giggs, Bobby Charlton, Bill Foulkes, Paul Scholes, Gary Neville, Wayne Rooney és Alex Stepney mögött a nyolcadik helyet foglalja el. Az 1967-1968-as BEK-negyeddöntőbben achilles-ín-sérülést szenvedett a lengyel Gornik Zabrze elleni találkozón, így később már nem tudott pályára lépni a kupasorozatban.
1973 nyarán a Bolton Wanderers játékosa lett. 170 találkozón viselte a klub mezét, amellyel bajnoki címet nyert a másodosztályban az 1977–78-as szezonban.
Pályafutását az észak-amerikai ligában szereplő Detroit Express csapatában fejezte be.

### A válogatottban
1962. április 8-án mutatkozott be az ír válogatottban egy Ausztria ellen hazai pályán elszenvedett 3–2-es vereség alkalmával. A nemzeti csapatban összesen 33 alkalommal szerepelt. 1969-ben az év labdarúgójának választották hazájában.

### Edzőként
Visszavonulását követően a Bolton edzői stábjában kapott feladatot, 1979 és 1981 között volt a csapat másodedzője. 1982-ben Bill Foulkes távozását követően a norvég Steinkjer vezetőedzője lett.

## Magánélete
Sale városában, Greater Manchesterben élt és Altrinchamban autósiskolát üzemeltetett. 2020. június 8-án, 78 éves korában hunyt el, a Manchester United mint a klub történetének valaha volt egyik legjobb szélső védőjeként emlékezett rá.

## Sikerei, díja
Manchester United
- Angol bajnok: 1964–65, 1966–67
- FA-kupa-győztes: 1962–63
- Bajnokcsapatok Európa-kupája-győztes: 1968
- Charity Shield-győztes: 1965, 1967

Bolton
- Angol másodosztály, bajnok: 1977–78